# 王裕 (隋朝)
王裕（?—?），并州祁县人，隋朝政治人物。

## 生平
王裕娶唐国公李渊的同母妹为妻，在隋朝担任隋州刺史，官至开府仪同三司。隋朝时去世，

## 家族
王裕出于祁县王氏。元魏尚书左仆射王思政之孙，其父王秉（王柬）在隋朝赠司徒。其妻李氏为李渊的同母妹，到唐朝被封为同安公主。王裕的侄子王仁祐为罗山县令。王仁祐的女儿嫁给唐高宗为王皇后，
孙子是唐朝名将王方翼，王方翼的孙子王鉷是唐玄宗天宝年间御史大夫兼京兆尹。